# ماري سيكول
ماري جين سيكول (بالإنجليزية: Mary Jane Seacol)‏، ولدت باسم ماري جين غرانت (23 نوفمبر 1805 ـ 14 مايو 1881) هي ممرضة جامايكية المولد من أصول كريولية واسكتلندية أنشأت مستشفى ميدانيًا خلف الخطوط أثناء حرب القرم لإسعاف جرحى الحرب. كُرمت بعد مرور أكثر من قرن على وفاتها بمنحها وسام الاستحقاق الجامايكي سنة 1991، واختيرت سنة 2004 أعظم شخص بريطاني أسود في التاريخ.
تعلمت ماري سيكول طب الأعشاب في الكاريبي. وعندما اندلعت حرب القرم، تقدمت سيكول إلى مكتب الحرب عارضة خدماتها، لكنها رُفضت، فسافرت على مسؤوليتها الشخصية وأنشأت مستشفى ميدانيًا لإسعاف جرحى المعارك، وقد اكتسبت شعبية كبيرة بين المقاتلين، كانت سببًا فيما بعد في قيام هؤلاء المقاتلين بجمع التبرعات من أجلها بعد أن افتقرت في أعقاب الحرب.
طوى النسيان ذكرى سيكول بعد وفاتها، لكن هذه الذكرى أُحييت اليوم، وصارت سيكول رمزًا للنضال ضد التمييز العرقي. وقد وضعت سيكول سيرة ذاتية عنونتها «المغامرات الرائعة للسيدة سيكول في أراضٍ عديدة» (بالإنجليزية: Wonderful Adventures of Mrs. Seacole in Many Lands)‏ ونشرتها سنة 1857.

## العودة إلى لندن 1856-1860
بعد نهاية الحرب، عادت سيكول إلى لندن منهكة وبصحة سيئة. في ختام سيرتها الذاتية، أشارت إلى أنها «انتهزت الفرصة» لزيارة «بلدان أخرى» خلال رحلة عودتها، لكن يعزو روبنسون ذلك إلى حالتها المالية المعدمة التي اضطرتها إلى المرور في طرق ملتوية عوضًا عن العودة مباشرة. وصلت سيكول إلى لندن في أغسطس 1856 وفتحت مقصفًا مع داي في ألدرشوت، إلا أنه باء بالفشل نتيجة ضعف التمويل. حضرت حفل عشاء على شرف 2,000 جندي في رويال ساراي غاردنز في كيننجتون في 25 أغسطس 1856، إذ كان نايتنغال ضيف الشرف الرئيسي. أشارت تقارير ذا تايمز في 26 أغسطس بالإضافة إلى نيوز أوف ذا ورلد في 31 أغسطس إلى وقوف حشود هائلة للترحيب بسيكول، إذ عمل رقيبان «قويا البنية» على حمايتها من ضغط الحشود. مع ذلك، تعرضت سيكول للملاحقة من الدائنين الذين مولوا شركتها في القرم. استمرت المشاكل المالية في التفاقم مع اضطرارها للانتقال إلى شارع تافيستوك 1، كوفنت غاردن. أعلنت محكمة الإفلاس في شارع باسنغال عن إفلاس سيكول في 7 نوفمبر 1856. اعتقد روبنسون أن مشاكل سيكول التجارية عائدة بشكل جزئي إلى شريكها داي، الذي انخرط في تجارة الخيول ومن المحتمل أنه لجأ إلى إنشاء بنك غير رسمي لسداد الديون.
في نفس الفترة، بدأت سيكول في ارتداء الأوسمة العسكرية. سُلط الضوء على هذه الأوسمة عندما ارتدتها أثناء مثولها أمام محكمة الإفلاس في نوفمبر 1869. صنع جورج كيلي تمثالًا لها مستوحى من نسخة أصلية للكونت غلايشن من عام 1871 تقريبًا، إذ صوّرها مرتدية أربعة أوسمة وأمكن تحديد ثلاثة منها على أنها وسام القرم البريطاني، ووسام جوقة الشرف الفرنسي والنيشان المجيدي التركي. تعود الجائزة الرابعة «على ما يبدو» إلى سردينيا، وفقًا لروبنسون (انضمت سردينيا إلى بريطانيا وفرنسا لدعم تركيا ضد روسيا خلال الحرب). صرحت صحيفة ديلي غرينر الجامايكية في مقال النعي في 9 يونيو 1881 باستلامها أيضًا أحد الأوسمة الروسية التي لم تنجح محاولات تحديدها. مع ذلك، لم تذكر لندن غازيت أي إشعار رسمي بجائزتها، ومن المستبعد كما يبدو حدوث أي تكريم رسمي فعلي لها على مساهماتها في شبه جزيرة القرم؛ عوضًا عن ذلك، من الممكن أنها قد اشترت بعض الأوسمة المصغرة أو «الخاصة بالملابس» بهدف عرض دعمها وتعلقها لمختلف «أبنائها» في الجيش.
سلط الإعلام البريطاني الضوء على المصاعب المالية التي تواجهها سيكول. نتيجة لذلك، بدأت حملة جمع التبرعات بهدف مساعدتها، وتبرعت العديد من الشخصيات البارزة لتتمكن سيكول في 30 يناير 1857 استلام شهادات براءتها من الإفلاس مع شريكها داي. هاجر داس نحو جزر المتناظرة سعيًا خلف فرص جديدة، لكن بقيت الموارد المالية شحيحة لدى سيكول. انتقلت من شارع تافيستوك إلى مساكن أرخص في سوهو سكوير 14 في أوائل عام 1957، ما دفع مجلة بانش إلى المناشدة لزيادة الاشتراكات في 2 مايو. مع ذلك، في إصدار 30 مايو من مجلة بانش، تعرضت سيكول لانتقادات شديدة بعد إرسالها رسالة توسل لمجلتها المفضلة من أجل مساعدتها في الحصول على التبرعات، إذ زعمت قراءتها المجلة لمرضى حرب القرم البريطانيين في كثير من الأحيان.
بعد اقتباس رسالتها بالكامل في المجلة، عرضت المجلة أيضًا رسمًا ساخرًا للنشاط الذي وصفته مع تعليق «مميرتنا الخاصة»، إذ وصفت بأنها مزودة العسكر الأنثى. يذكر المقال: «يتضح مما سبق أن سيكول قد هبطت إلى مستوى أدنى بكثير مما يتوافق مع شرف الجيش البريطاني وكرم الشعب البريطاني، وهي معرضة لخطر الارتفاع وتجاوز هذا المستوى». في حين ناشدت المجلة العامة للتبرع، يمكن ملاحظة اللهجة الساخرة في تعليقها: «من سيعطي جنيه واحد لرؤية امرأة أثناء محاولتها تقليد مزود العسكر، أو أجنبية، عندما يكون بإمكانه منح المال لفرد إنكليزي أصيل، أثناء عملها في التفتيش والتنقل على المسرح، ثم تقليص ذلك في غرفة خلفية في نهاية المنزل مع تعرضها لخطر وشيك عند اضطرارها إلى صعود العلية؟».
أثناء بحثه في السيرة الذاتية لفلورانس نايتينغل، السيرة الذاتية الرئيسة منذ خمسين عام، كشف مارك بوستريدغ عم رسالة في الأرشيف في منزل بارثينوب، شقيقة نايتينغل، إذ أظهرت الرسالة مساهمة نايتينغل في حملة تبرعات سيكول، ما يشير إلى إدراكها آنذاك قيمة أعمال سيكول في شبه جزيرة القرم. ساهمت حملات جمع التبرعات الأخرى والأعمال الأدبية التي ذكرتها في بقاء اسمها معروفًا بين العامة. في مايو 1957، قررت السفر إلى الهند من أجل رعاية جرحى التمرد الهندي لعام 1957، لكنها عكفت عن ذلك بسبب وزير الشؤون الحربية، اللورد بانمور، الذي أقنعها بالعدول عن ذلك بالإضافة إلى مشاكلها المالية. شملت أنشطة جمع التبرعات «مهرجان سيكول العسكري الكبير لجمع الأموال»، الذي حدث في رويال سوراي غاردنز في الفترة الممتدة من يوم الإثنين 27 يوليو إلى الخميس 30 يوليو 1857. يرجع نجاح هذا الحدث إلى دعم العديد من الرجال العسكريين، بمن فيهم اللواء لورد روكيبي (الذي قاد الفرقة الأولى في القرم) ولورد جورج باغيت؛ وإلى العروض التي أداها أكثر من 1,000 فنان، بما في ذلك 11 فرقة عسكرية وأوركسترا بقيادة لويس أنطوان جوليان، إذ حضر المهرجان ما يقارب 40,000 شخص من الجمهور. أمكنت مضاعفة رسوم الدخول البالغة شلن واحد خمس مرات في الليلة الأولى، ثم عادت لتنخفض إلى النصف خلال عرض الثلاثاء. مع ذلك، كانت تكاليف الإنتاج مرتفعة وتعرضت شركة رويال سوراي غاردنز بنفسها لمشاكل مالية. أفلست الشركة مباشرة بعد المهرجان، وانتهت سيكول باستلام 57 جنيه فقط، ما يعادل ربع أرباح الحدث. بعد زوال جميع الصعوبات المالية في النهاية عن الشركة، في مارس 1858، انتهى التمرد الهندي. ذكر الروائي البريطاني أنتوني تولوب في كتابه جزر الهند الغربية ومنطقة الماين الإسبانية، حول رحلته إلى جزر الهند الغربية في عام 1858، زيارته فندق شقيقة السيدة سيكول في كينغستون (شابمان وهال، 1850).

## روابط خارجية
- ماري سيكول على موقع الموسوعة البريطانية (الإنجليزية)